# David Boon
Pour les articles homonymes, voir Boon.
David Clarence Boon (né le 29 décembre 1960 à Launceston), parfois surnommé Boony, est un joueur de cricket australien. Il joua 107 tests au cours de sa carrière internationale avec l'équipe d'Australie. Il s'illustrait particulièrement en tant que batteur. Il est l'un des quatre sélectionneurs de l'équipe d'Australie de 2000 à 2011.

## Équipes
- Tasmanie
- Durham

## Récompenses individuelles
- Un des cinq Wisden Cricketers of the Year de l'année 1994

## Sélections
- 107 sélections en Test cricket (1984 - 1996)
- 181 sélections en One-day International (1984 - 1995)